# Le Prince de la nuit
Le Prince de la nuit est une série de bande dessinée fantastique franco-belge créée par Yves Swolfs (scénario et dessins), poursuivie par Yves Swolfs (scénario) et Thimothée Montaigne (dessin), mise en couleur par Sophie Swolfs, Bérengère Marquebreucq et Denis Béchu, éditée par Glénat depuis 1994.
La série conte l'histoire de Vladimir Kergan, un vampire, tout d'abord dans sa traque à travers le temps des membres de la famille de Rougemont (tomes 1 à 6), ensuite en explorant ses origines, héritier d'un chef de clan du peuple dace à l'époque romaine, puis au Moyen Âge dans les environs de Kiev (tomes 7 à 9).

## Synopsis
Paris, début des années 1930, Vincent Rougemont découvre que les cauchemars qu'il fait depuis quelque temps ne sont en fait que des flashbacks d'une tranche de vie de ses ancêtres. Ils chassent tous le vampire. Kergan le vampire est la proie des Rougemont depuis le tout premier ancêtre à l'avoir rencontré. L'intrigue prend place avec Vincent, le dernier descendant, qui réussit là où plusieurs ont échoué.
Le vampire en question répond aux canons établis par Bram Stoker, auquel l'auteur fait expressément référence .

## Albums
Premier cycle :
- 1 Le Chasseur, Glénat, 1994
Scénario et dessin : Yves Swolfs - Couleurs : Sophie Swolfs
- 2 La Lettre de l'inquisiteur, Glénat, 1995
Scénario et dessin : Yves Swolfs - Couleurs : Sophie Swolfs
- 3 Pleine lune, Glénat, 1996
Scénario et dessin : Yves Swolfs - Couleurs : Sophie Swolfs
  - Les tomes 1 à 3 sont réédités en 2015 avec un nouveau logo et une nouvelle 4e de couverture

Deuxième cycle :
- 4 Le Journal de Maximilien[2], Glénat, 1999
Scénario et dessin : Yves Swolfs - Couleurs : Sophie Swolfs
- 5 Élise[3], Glénat, 2000
Scénario et dessin : Yves Swolfs - Couleurs : Sophie Swolfs
- 6 Retour à Ruhenberg[4], Glénat, 2001
Scénario et dessin : Yves Swolfs - Couleurs : Sophie Swolfs
  - Les tomes 4 à 6 sont réédités en 2015 avec un nouveau logo, une nouvelle 4e de couverture et une nouvelle couverture pour le tome 4

Troisième cycle :
- 7 La Première Mort, Glénat, 2015
Scénario et dessin : Yves Swolfs - Couleurs : Bérengère Marquebreucq
- 8 Anna, Glénat, 2018
Scénario : Yves Swolfs - Dessin : Thimothée Montaigne - Couleurs : Denis Béchu
- 9 Arkanéa, Glénat, 2019
Scénario : Yves Swolfs - Dessin : Thimothée Montaigne - Couleurs : Denis Béchu

Intégrales :
- Intégrale noir et blanc tomes 1 à 6 Le Cycle des Rougemont, Glénat, 2003
Scénario et dessin : Yves Swolfs
- Intégrale couleurs tomes 1 à 6 Le Cycle des Rougemont, Glénat, 2005
Scénario et dessin : Yves Swolfs - Couleurs : Sophie Swolfs